# DLO
La expresión DLO (Document Like Object) está ampliamente reconocida en la literatura sobre metadatos para aludir a los documentos de Internet (texto, imagen, audio, video, etc.) y se utiliza para referirse a una unidad documental o al documento digital mínimo, que forma parte de una colección digital, al cual se le aplican metadatos para su descripción y recuperación.
El acrónimo DLO surge en el desarrollo de metadatos del Dublin Core, concretamente en el primer taller que se llevó a cabo en Ohio (Estados Unidos), donde empezó a utilizarse para diferenciar nociones individuales que constituyen un objeto discreto, digno de una descripción individual a través de metadatos.
En el tercer taller que se realizó se amplió su significado para referirse a cualquier recurso de información específico que se caracterizase por ser estable (es decir, que tenía un contenido idéntico para cada usuario).